# Kakassy Ágnes
Kakassy Ágnes (Kolozsvár, 1941. április 5. – Nagyvárad, 1987. május 10.) romániai magyar színésznő.

## Életpályája
Kolozsváron született, 1941. április 5-én. A marosvásárhelyi Szentgyörgyi István Színművészeti Intézetben színésznőként végzett 1962-ben. Pályáját a Temesvári Állami Magyar Színházban kezdte. 1973-tól haláláig a Nagyváradi Állami Színház tagja volt. A magánéletben Szabó Lajos színművész felesége volt. Magyarországon filmes karakterszerepeiben lett ismert.

## Fontosabb színházi szerepeiből
- Eugène Scribe: Egy pohár víz... Királynő
- Alexandru Kiriţescu: Szarkafészek... Fräulein
- Johann Nestroy: Lumpáciusz Vagabundusz, avagy a három jómadár... Fortuna, a szerencse tündére
- Jaroslav Hašek: Švejk... Bárónő
- Bajor Andor: Szürke délután... Kovácsné
- Sütő András: Anyám könnyű álmot ígér... Második asszony
- Móricz Zsigmond: Nem élhetek muzsikaszó nélkül... Mina néni
- Sławomir Mrożek: Tangó... Eugénia, a nagymama
- Makszim Gorkij: Éjjeli menedékhely... Nasztya
- Jevgenyij Lvovics Svarc: A csodálatos jávorfák... Macsek Ivanovna
- Jean Anouilh: Meghívás a kastélyba... A mamája
- Méhes György: 33 névtelen levél... Terézia
- Méhes György: Mi, férfiak... Mimi
- Ion Luca Caragiale - Méhes György: Asszonytáncoltató... Bombonika
- Vasile Rebreanu: Juhmarta ember, avagy: a kísértet-nyáj... Az öregasszony
- Ulrich Plenzdorf: Az ifjú W. újabb szenvedései... Az anya
- Mihail Roscsin: Valentin és Valentina... Valentin nagyanyja
- Bertolt Brecht: Svejk a második világháborúban... Öregasszony
- Bertolt Brecht: Koldusopera... Wixen
- George Bernard Shaw: Pygmalion... Pearce-né
- George Bernard Shaw: Az orvos dilemmája... Emmy, Ridgeon házvezetőnője
- Székely János: Irgalmas hazugság... Emma, Ágnes édesanyja
- Lázár Ervin: A hétfejű tündér... Szörnyeteg Lajos
- Aldo Nicolai Hárman a padon... Ambra
- Jókai Mór: Az új földesúr... Natalie
- Edward Bond: A tenger... Mafanny Price
- Darvas József: Szakadék... Baloghné, a tanító gazdasszonya
- Mircea Radu Iacoban: Találkozó a motelben... Piroska
- Nelu Ionescu: A toronyszoba titka... Mária
- Valentyin Petrovics Katajev: Bolondos vasárnap... Dundina
- Békeffi István – Lajtai Lajos: A régi nyár... Mimóza, öltöztetőnő
- Imrédi Géza – Eisemann Mihály: Fekete Péter... Madame Lefebre
- Fodor Sándor - Szentmiklósi József: Megőrizlek... Fizikatanárnő, Harmadik utcaseprő
- Karácsony Benő: Napos oldal avagy Felméri Kázmér és a többiek... Szonjácska
- Salamon András: Mezítláb a hóharmatban... Rebekka
- Oscar Wilde: Hazudj igazat... Miss Prism, a nevelőnő
- Zilahy Lajos: Tűzmadár... Aranyossyné
- Mihail Sebastian: Játék a boldogsággal... Feleség

## Filmek, tv
- Forró vizet a kopaszra! (1972)
- A kedves szomszéd (1979)
- Ki beszél itt szerelemről? (1979)
- Vasárnapi szülők (1980)
- Köszönöm, megvagyunk (1981)
- Szívzűr (1982)
- Megáll az idő (1982)
- Baloane de curcubeu (1982)